# Resultados do Carnaval do Rio de Janeiro em 2014
Nesta página estão listados os resultados dos concursos de escolas de samba e de blocos de enredo do carnaval do Rio de Janeiro do ano de 2014. Os desfiles foram realizados entre os dias 28 de fevereiro e 8 de março de 2014.
Unidos da Tijuca foi a campeã do Grupo Especial, conquistando seu quarto título na elite do carnaval. A escola realizou um desfile em homenagem ao piloto Ayrton Senna, morto vinte anos antes. O enredo "Acelera, Tijuca!" foi desenvolvido pelo carnavalesco Paulo Barros, que conquistou seu terceiro título de campeão do carnaval. Acadêmicos do Salgueiro ficou com o vice-campeonato por apenas um décimo de diferença para a campeã. A Beija-Flor teve seu pior resultado em 22 anos, após se classificar em sétimo lugar. Desde 1992, a escola não ficava de fora do Desfile das Campeãs. Em contrapartida, a União da Ilha do Governador conquistou seu melhor resultado em vinte anos. Desde 1994, a escola não se classificava para o Desfile das Campeãs. Recém promovido ao Grupo Especial, após vencer a Série A em 2013, o Império da Tijuca foi rebaixado após se classificar em último lugar.
Unidos do Viradouro foi a campeã da Série A com um desfile sobre sua cidade natal, Niterói. Unidos de Bangu venceu o Grupo B com um desfile sobre seu bairro de origem, Bangu. Mocidade Unida do Santa Marta foi a campeã do Grupo C. Em seu primeiro carnaval como escola de samba, a Unidos das Vargens conquistou o Grupo D.
Entre os blocos de enredo, Coroado de Jacarepaguá venceu o Grupo 1; Novo Horizonte conquistou o Grupo 2; Bloco do China foi o campeão do Grupo 3; e Mocidade Unida da Mineira ganhou o Grupo 4.

## Grupo Especial
O desfile do Grupo Especial foi organizado pela Liga Independente das Escolas de Samba do Rio de Janeiro (LIESA) e realizado no Sambódromo da Marquês de Sapucaí, a partir das 21 horas dos dias 2 e 3 de março de 2014.
Ordem dos desfiles
A ordem dos desfiles foi definida através de sorteio realizado no dia 8 de julho de 2013 na Cidade do Samba. Para equilibrar as forças, as escolas foram divididas em pares, sendo que, dentro dos pares, cada escola desfilaria em uma noite diferente. Os pares formados foram: Beija-Flor e Vila Isabel; Salgueiro e Unidos da Tijuca; Grande Rio e Imperatriz Leopoldinense; Mangueira e Portela; São Clemente e União da Ilha do Governador.

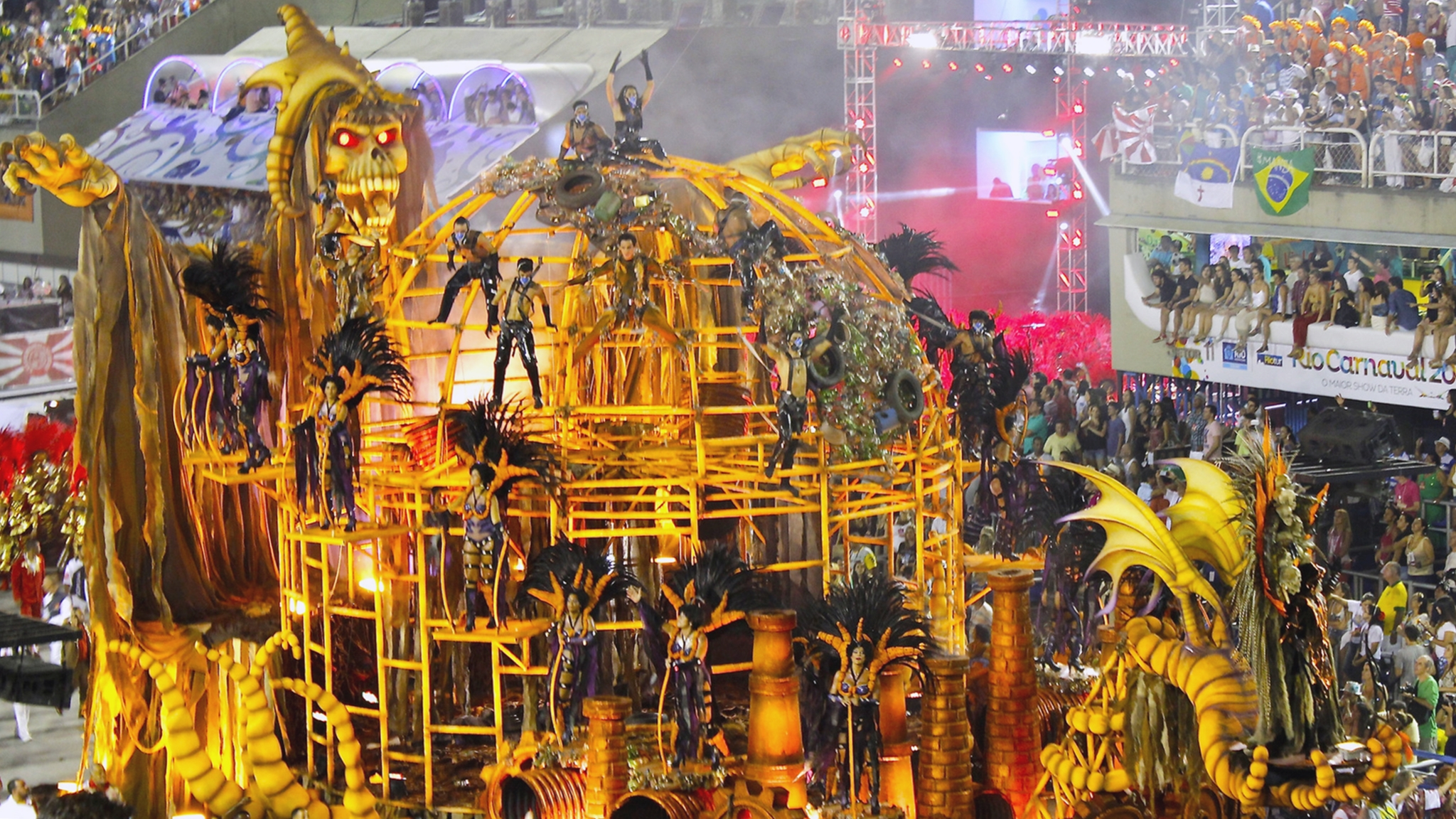
Última alegoria do Salgueiro no carnaval de 2014. Escola foi a vice-campeã do Grupo Especial.

Primeiro foi sorteada a noite de desfile de cada escola; depois foi sorteada a ordem de apresentação de cada noite. Após o sorteio foi permitido que as escolas negociassem a troca de posições dentro de cada noite. Sorteada para encerrar a primeira noite, a São Clemente trocou de posição com a Beija-Flor. Salgueiro e Mangueira também inverteram posições. Sorteada para encerrar a segunda noite, a Portela trocou de posição com a Unidos da Tijuca. Duas escolas tinham posições definidas e não participaram do sorteio: Campeão da Série A (segunda divisão) do ano anterior, o Império da Tijuca ficou responsável por abrir a primeira noite; penúltima colocada do Grupo Especial no ano anterior, a Mocidade Independente de Padre Miguel ficou responsável por abrir a segunda noite.
| Domingo (02/03/2014) | Segunda-feira (03/03/2014) |
| 1. Império da Tijuca 2. Acadêmicos do Grande Rio 3. São Clemente 4. Estação Primeira de Mangueira 5. Acadêmicos do Salgueiro 6. Beija-Flor de Nilópolis | 1. Mocidade Independente de Padre Miguel 2. União da Ilha do Governador 3. Unidos de Vila Isabel 4. Imperatriz Leopoldinense 5. Portela 6. Unidos da Tijuca |

Quesitos e julgadores
Foram mantidos os dez quesitos de avaliação dos anos anteriores e a mesma quantidade de julgadores (quatro por quesito).
| Quesitos | Quesitos                     | Julgador 1                | Julgador 2           | Julgador 3                 | Julgador 4                  |
| Quesitos | Quesitos                     | Entre os setores 03 e 03A | Setor 06             | Setor 08                   | Setor 10                    |
| -------- | ---------------------------- | ------------------------- | -------------------- | -------------------------- | --------------------------- |
|          | Enredo                       | Mariza Maline             | Pérsio Gomyde Brasil | André Luís da Silva Junior | Johnny Soares               |
|          | Fantasias                    | Lúcia Simas               | Patrícia Nunes       | Paulo Paradela             | Clívia Cohen                |
|          | Alegorias e Adereços         | Helenise Guimarães        | Emil Ferreira        | Walber Ângelo de Freitas   | Bruno Chateaubriand         |
|          | Mestre-Sala e Porta-Bandeira | Ilclemar Nunes            | Áurea Hârmmerli      | Beatriz Badejo             | Tito Canha                  |
|          | Samba-Enredo                 | Alexandre Wanderley       | Alice Serrano        | Marta Macedo               | Maria Amélia Martins        |
|          | Harmonia                     | Sidnei Martins Dantas     | Miriam Orofino Gomes | Célia Souto                | Monique Aragão              |
|          | Evolução                     | Paola Novaes              | Salete Lisboa        | Sonia Gallo                | Carlos Pousa                |
|          | Conjunto                     | Sulamita Trzcina          | João Vlamir          | Ricardo Rizzo              | Edileuza Batista de Aleluia |
|          | Comissão de Frente           | Marcus Nery Magalhães     | Rafael David         | Fabiana Valor              | Paulo César Morato          |
|          | Bateria                      | Cláudio Luiz Matheus      | Leandro Osiris       | Xande Figueiredo           | Maestro Sergio Naidin       |

### Classificação

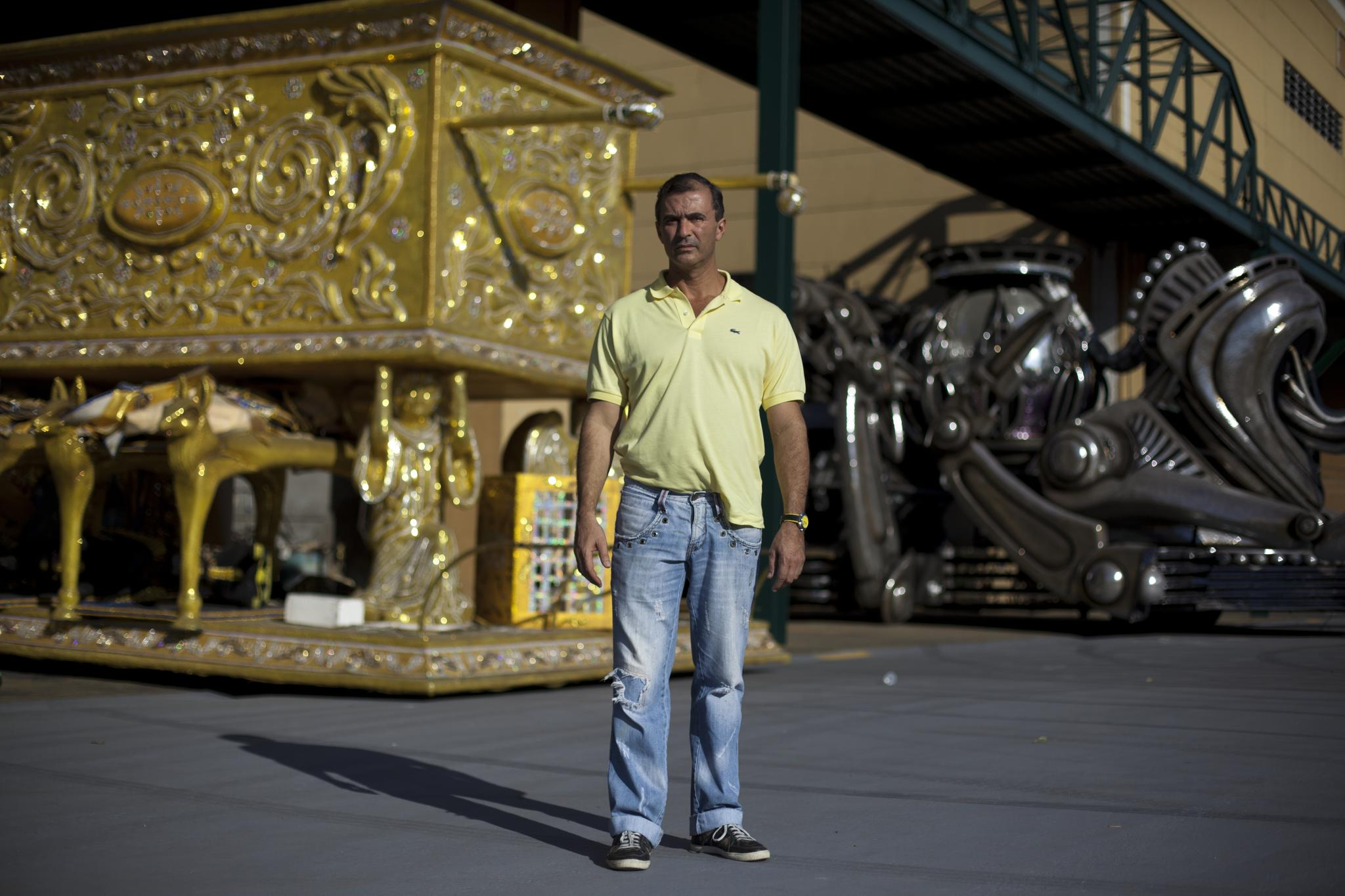
O carnavalesco Paulo Barros foi campeão do Grupo Especial pela terceira vez.

A Unidos da Tijuca conquistou seu quarto título de campeã do carnaval, o terceiro em cinco anos. A escola também foi campeã em 2010 e 2012. Última escola a se apresentar, a Tijuca prestou um tributo ao piloto Ayrton Senna, morto em 1994. No desfile, diversos personagens como Sonic, The Flash e Dick Vigarista se juntavam a atletas como Usain Bolt e invenções do homem como o trem bala e a internet e disputavam uma corrida com Senna, o grande vencedor. O enredo "Acelera, Tijuca!" foi desenvolvido por Paulo Barros. O carnavalesco conquistou seu terceiro título na elite do carnaval. Os outros dois foram ganhos em 2010 e 2012, também com a Tijuca.
Acadêmicos do Salgueiro ficou com o vice-campeonato por um décimo de diferença para a campeã. A escola realizou um desfile sobre a criação do universo sob a ótica da lenda africana de Olorum. Portela foi a terceira colocada com um desfile sobre a Zona Portuária do Rio. Quarta colocada, a União da Ilha do Governador conquistou seu melhor resultado em vinte anos. Desde 1994, a escola não se classificava para o Desfile das Campeãs. A agremiação realizou um desfile sobre brinquedos e brincadeiras. Quinta colocada, a Imperatriz Leopoldinense homenageou o ex-jogador Zico, que completou 61 anos no dia do desfile. Acadêmicos do Grande Rio conquistou a última vaga do Desfile das Campeãs com um desfile sobre a cidade de Maricá e sua ilustre moradora, a falecida cantora Maysa.
Beija-Flor foi a sétima colocada com um desfile em homenagem ao empresário e diretor de televisão Boni. Foi o pior resultado da escola em 22 anos. Desde 1992, a Beija-Flor não ficava de fora do Desfile das Campeãs. Estação Primeira de Mangueira se classificou em oitavo lugar com um desfile sobre festas brasileiras, desenvolvido pela carnavalesca campeã do ano anterior, Rosa Magalhães. Nona colocada, a Mocidade Independente de Padre Miguel realizou um desfile sobre a obra do carnavalesco Fernando Pinto e sua terra natal, Pernambuco. Campeã do ano anterior, a Unidos de Vila Isabel conquistou o décimo lugar. A escola perdeu diversos componentes que participaram do campeonato no ano anterior e teve dificuldades na preparação de seu carnaval. No desfile, algumas alas se apresentaram sem fantasias. Penúltima colocada, a São Clemente realizou um desfile sobre favelas. Recém promovido ao Grupo Especial, após vencer a Série A em 2013, o Império da Tijuca foi rebaixado após se classificar em último lugar com um desfile sobre o batuque.

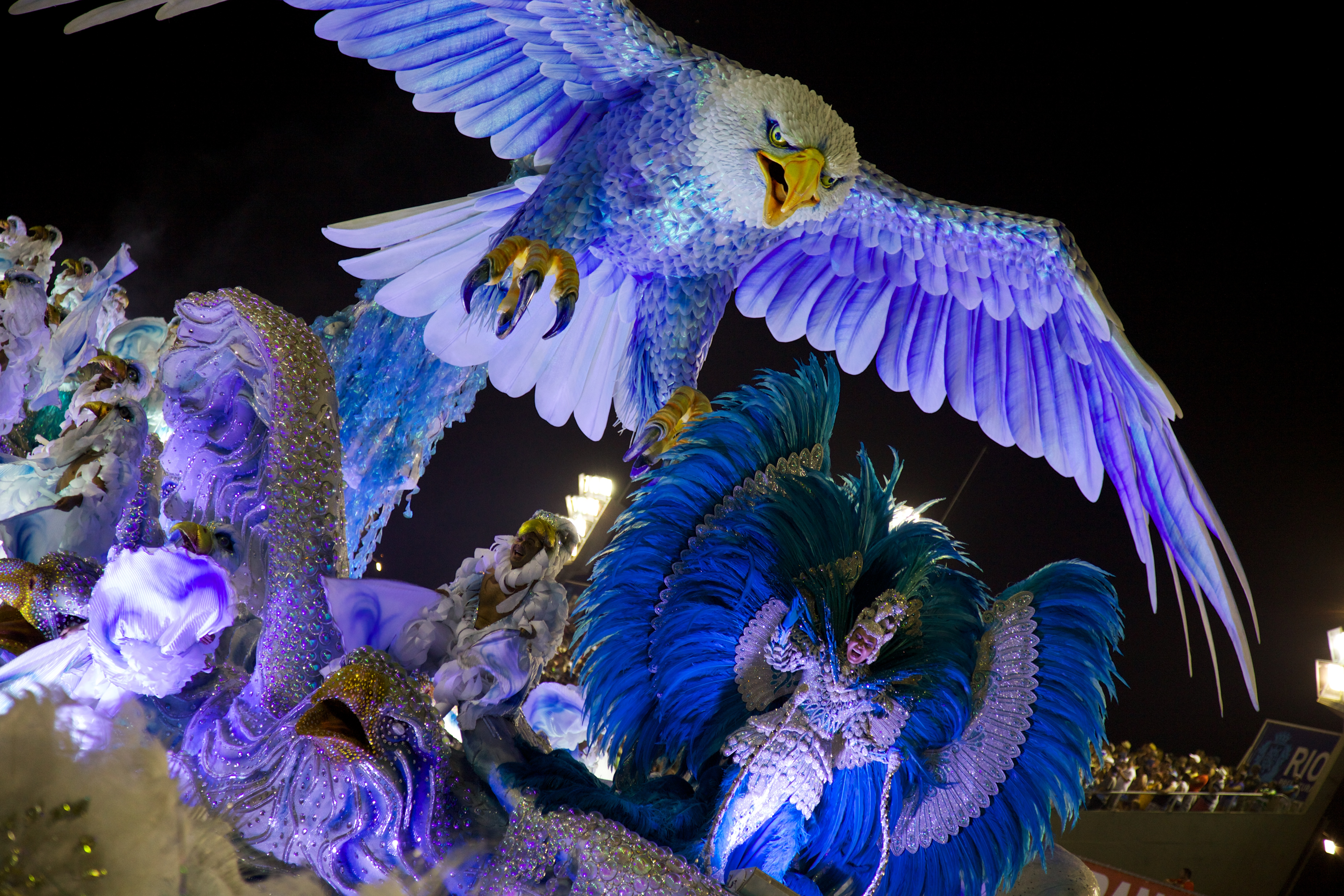
Desfile de 2014 da Portela, vencedora de três prêmios de melhor escola do ano.

| Legenda: Desfile das Campeãs Rebaixada para a Série A |

| Col. | Escola                                | Enredo                                                       | Carnavalesco(a)                                                                                 | Pontos |
| ---- | ------------------------------------- | ------------------------------------------------------------ | ----------------------------------------------------------------------------------------------- | ------ |
| 1    | Unidos da Tijuca                      | Acelera, Tijuca!                                             | Paulo Barros                                                                                    | 299,4  |
| 2    | Acadêmicos do Salgueiro               | Gaia - A Vida em Nossas Mãos                                 | Renato Lage e Márcia Lage                                                                       | 299,3  |
| 3    | Portela                               | Um Rio de Mar a Mar: Do Valongo à Glória de São Sebastião    | Alexandre Louzada                                                                               | 299    |
| 4    | União da Ilha do Governador           | É Brinquedo, É Brincadeira. A Ilha Vai Levantar Poeira!      | Alex de Souza                                                                                   | 298,4  |
| 5    | Imperatriz Leopoldinense              | Arthur X - O Reino do Galinho de Ouro na Corte da Imperatriz | Cahê Rodrigues                                                                                  | 297,6  |
| 6    | Acadêmicos do Grande Rio              | Verdes Olhos de Maysa Sobre o Mar, no Caminho: Maricá        | Fábio Ricardo                                                                                   | 297,2  |
| 7    | Beija-Flor                            | O Astro Iluminado da Comunicação Brasileira                  | André Cezari, Bianca Behrends, Fran Sérgio, Laíla, Ubiratan Silva, Victor Santos e Adriane Lins | 296,4  |
| 8    | Estação Primeira de Mangueira         | A Festança Brasileira Cai no Samba da Mangueira              | Rosa Magalhães                                                                                  | 296,2  |
| 9    | Mocidade Independente de Padre Miguel | Pernambucópolis                                              | Paulo Menezes                                                                                   | 296    |
| 10   | Unidos de Vila Isabel                 | Retratos de Um Brasil Plural                                 | Cid Carvalho                                                                                    | 295,9  |
| 11   | São Clemente                          | Favela                                                       | Bruno César, João Vitor Araújo, Max Lopes e Tiago Martins                                       | 294,3  |
| 12   | Império da Tijuca                     | Batuk                                                        | Júnior Pernambucano                                                                             | 291,6  |

### Premiações
- Terceira colocada no carnaval, a Portela recebeu três prêmios de melhor escola. Vice-campeão, o Salgueiro foi premiado duas vezes.
- Portela e Salgueiro também tiveram os sambas-enredo mais premiados do ano.
- O enredo da União da Ilha, sobre brinquedos e brincadeiras, assinado pelo carnavalesco Alex de Souza, recebeu quase todos os prêmios da categoria.
- As baterias Furiosa do Salgueiro e Pura Cadência da Unidos da Tijuca foram as mais premiadas.
- O casal de mestre-sala e porta-bandeira mais premiado do ano foi Phelipe Lemos e Rafaela Theodoro, da Imperatriz Leopoldinense.
- Pixulé, do Império da Tijuca, foi o intérprete mais premiado da categoria.
- O carnavalesco com mais prêmios foi Fábio Ricardo, da Grande Rio.

| Prêmios 2014        | Melhor Escola    | Samba-Enredo      | Melhor Enredo | Melhor Bateria   | Mestre-Sala e Porta-Bandeira           | Comissão de Frente | Melhor Intérprete          | Melhor Ala de Baianas | Ala de Passistas | Melhor Carnavalesco           | Melhor Harmonia  | Melhores Alegorias | Melhores Fantasias |
| ------------------- | ---------------- | ----------------- | ------------- | ---------------- | -------------------------------------- | ------------------ | -------------------------- | --------------------- | ---------------- | ----------------------------- | ---------------- | ------------------ | ------------------ |
| Estandarte de Ouro  | Salgueiro        | Salgueiro         | União da Ilha | Salgueiro        | Phelipe (Imperatriz) e Giovanna (Vila) | Mangueira          | Emerson Dias (Grande Rio)  | Mangueira             | Mangueira        | -                             | -                | -                  | -                  |
| Estrela do Carnaval | Portela          | Portela           | União da Ilha | Unidos da Tijuca | Sidclei e Marcella (Salgueiro)         | Imperatriz         | Pixulé (Império da Tijuca) | Salgueiro             | -                | Fábio Ricardo (Grande Rio)    | -                | União da Ilha      | Salgueiro          |
| Gato de Prata       | Portela          | Salgueiro         | União da Ilha | Salgueiro        | Phelipe e Rafaela (Imperatriz)         | Unidos da Tijuca   | Ito Melodia (Ilha)         | Grande Rio            | -                | Alex de Souza (União da Ilha) | Portela          | -                  | -                  |
| Prêmio SRzd         | Portela          | Mocidade          | -             | Vila Isabel      | Phelipe e Rafaela (Imperatriz)         | União da Ilha      | Tinga (Unidos da Tijuca)   | Grande Rio            | Mocidade         | Fábio Ricardo (Grande Rio)    | -                | -                  | -                  |
| S@mba-Net           | -                | Mocidade          | União da Ilha | Unidos da Tijuca | Phelipe e Rafaela (Imperatriz)         | -                  | Ito Melodia (Ilha)         | Grande Rio            | Mangueira        | -                             | -                | -                  | -                  |
| Tamborim de Ouro    | Salgueiro        | Salgueiro         | Salgueiro     | Salgueiro        | Claudinho e Selminha (Beija-Flor)      | Mangueira          | Neguinho da Beija-Flor     | Salgueiro             | -                | -                             | -                | Salgueiro          | -                  |
| Troféu Apoteose     | Unidos da Tijuca | Portela           | -             | Mocidade         | Sidclei (Salgueiro) e Giovanna (Vila)  | União da Ilha      | Pixulé (Império da Tijuca) | Imperatriz            | Beija-Flor       | -                             | Unidos da Tijuca | Grande Rio         | Grande Rio         |
| Troféu Tupi         | Imperatriz       | Portela           | -             | Unidos da Tijuca | Phelipe e Rafaela (Imperatriz)         | Imperatriz         | Pixulé (Império da Tijuca) | -                     | -                | Cahê Rodrigues (Imperatriz)   | Unidos da Tijuca | -                  | -                  |
| Prêmio Veja Rio     | -                | Portela           | -             | Portela          | -                                      | -                  | Neguinho da Beija-Flor     | -                     | -                | Fábio Ricardo (Grande Rio)    | -                | -                  | -                  |
| OSK do Samba        | União da Ilha    | -                 | -             | -                | -                                      | -                  | -                          | -                     | -                | -                             | -                | -                  | -                  |
| Plumas & Paetês     | -                | Império da Tijuca | -             | -                | -                                      | Unidos da Tijuca   | -                          | -                     | -                | Fábio Ricardo (Grande Rio)    | -                | -                  | -                  |

### Desfile das Campeãs
O Desfile das Campeãs foi realizado a partir das 21 horas e 45 minutos do sábado, dia 8 de março de 2014, no Sambódromo da Marquês de Sapucaí. O desfile começou com 45 minutos de atraso devido a uma forte chuva que caiu momentos antes do evento. As seis primeiras colocadas do Grupo Especial desfilaram seguindo a ordem inversa de classificação.
| Ordem dos desfiles |
| 1. Acadêmicos do Grande Rio 2. Imperatriz Leopoldinense 3. União da Ilha do Governador 4. Portela 5. Acadêmicos do Salgueiro 6. Unidos da Tijuca |

## Série A
O desfile da Série A (segunda divisão) foi organizado pela Liga das Escolas de Samba do Rio de Janeiro e realizado no Sambódromo da Marquês de Sapucaí, a partir das 21 horas dos dias 28 de fevereiro e 1 de março de 2014.
Ordem dos desfiles
A ordem dos desfiles foi definida através de sorteio realizado no dia 8 de julho de 2013 na Cidade do Samba. Para equilibrar as forças, as escolas foram divididas em pares, sendo que, dentro dos pares, cada escola desfilaria em uma noite diferente. Os pares formados foram: Estácio de Sá e Império Serrano; Caprichosos de Pilares e Acadêmicos da Rocinha; Inocentes de Belford Roxo e Acadêmicos de Santa Cruz; Unidos do Porto da Pedra e Acadêmicos do Cubango; Unidos de Padre Miguel e Renascer de Jacarepaguá; e Paraíso do Tuiuti e União do Parque Curicica. Quatro escolas tinham posições definidas e não participaram do sorteio: Campeã da Série B (terceira divisão) do ano anterior, a Em Cima da Hora ficou responsável por abrir a primeira noite; décima-sexta colocada da Série A no ano anterior, a Tradição ficou responsável por abrir a segunda noite; décima-quinta colocada da Série A no ano anterior, a União de Jacarepaguá foi a segunda escola a desfilar na primeira noite; décima-quarta colocada da Série A no ano anterior, a Alegria da Zona Sul foi a segunda escola a desfilar na segunda noite. Vice-campeã da Série A no ano anterior, a Unidos do Viradouro ganhou o direito de desfilar na segunda noite, apenas sua posição de desfile foi decidida por sorteio.
| Sexta-feira (28/02/2014) | Sábado (01/03/2014) |
| 1. Em Cima da Hora 2. União de Jacarepaguá 3. Acadêmicos da Rocinha 4. Renascer de Jacarepaguá 5. Unidos do Porto da Pedra 6. Paraíso do Tuiuti 7. Inocentes de Belford Roxo 8. Império Serrano | 1. Tradição 2. Alegria da Zona Sul 3. União do Parque Curicica 4. Caprichosos de Pilares 5. Unidos do Viradouro 6. Estácio de Sá 7. Acadêmicos de Santa Cruz 8. Unidos de Padre Miguel 9. Acadêmicos do Cubango |

Quesitos e julgadores

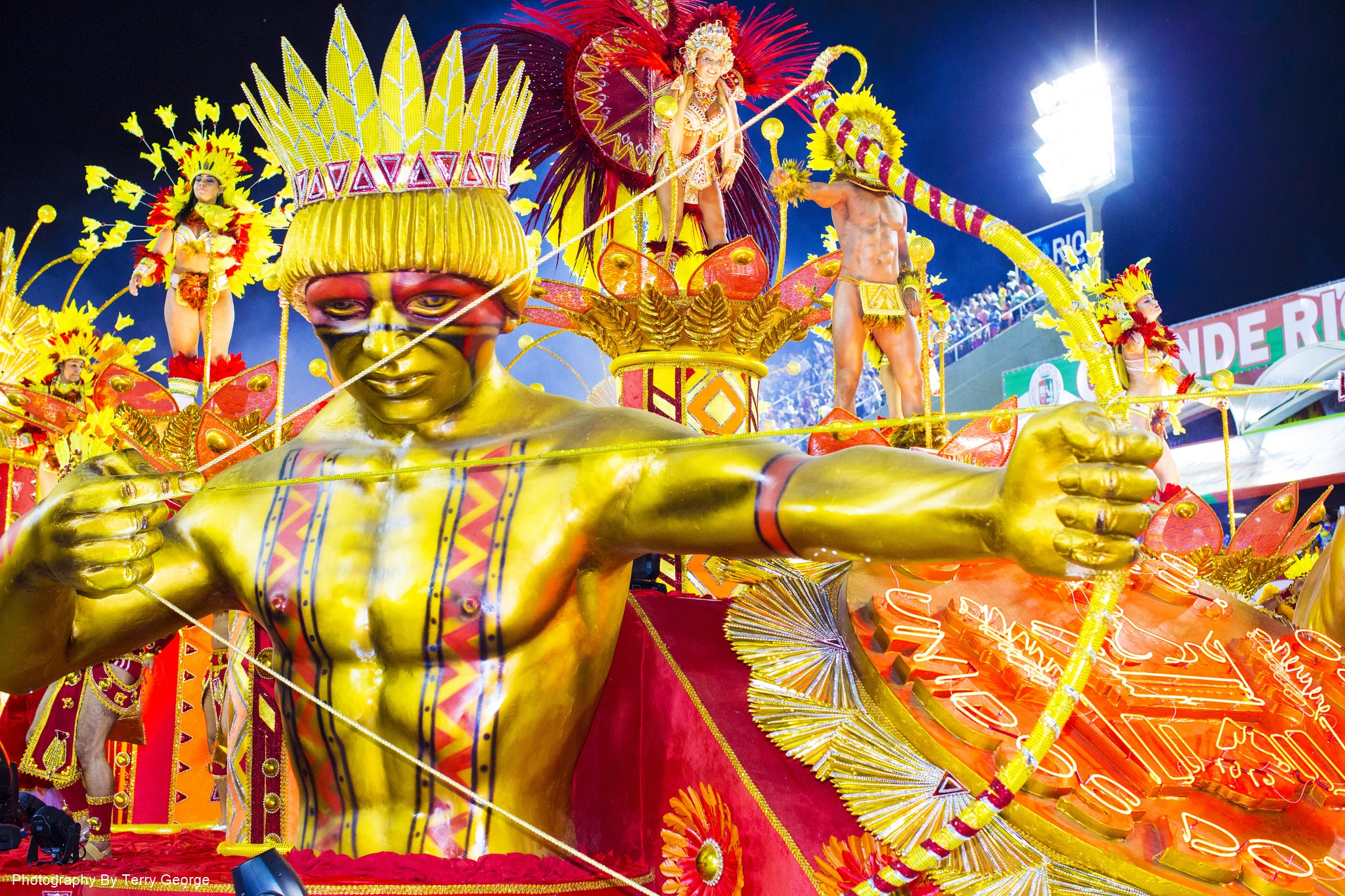
Carro abre-alas da Unidos do Viradouro no desfile de 2014. Escola foi a campeã da Série A.

Foram mantidos os dez quesitos de avaliação dos anos anteriores e a mesma quantidade de julgadores (quatro por quesito).
| Quesitos | Quesitos                     | Julgador 1                | Julgador 2             | Julgador 3               | Julgador 4                   |
| Quesitos | Quesitos                     | Entre os setores 03 e 03A | Setor 06               | Setor 08                 | Setor 10                     |
| -------- | ---------------------------- | ------------------------- | ---------------------- | ------------------------ | ---------------------------- |
|          | Enredo                       | Flávio Freire Xavier      | José Antonio Rodrigues | Marcelo Figueira         | Valmir Aleixo Ferreira       |
|          | Fantasias                    | Patrícia Carneiro         | Fernanda Guedes        | Regina Oliva             | Irene Orazen                 |
|          | Alegorias e Adereços         | Levi Cintra               | Liana Brazil           | Madson Oliveira          | José Maurício Tavares        |
|          | Samba-Enredo                 | André Gimenez             | Celso Eduardo Chagas   | Marcelo Rodrigues        | Lilia Gutman Paranhos        |
|          | Mestre-Sala e Porta-Bandeira | Vera Aragão               | Núbia Barbosa          | Paula Isnard de Maracajá | Mônica Barbosa               |
|          | Evolução                     | Ana Ferreira              | Kátia Verônica Andrade | Paulo Melgaço            | José Cristino                |
|          | Harmonia                     | Ruy de Oliveira           | Humberto Fajardo       | Jardel Maia              | Edvan Moraes                 |
|          | Conjunto                     | Marina Vianna             | Wilson Martinez        | Malu Cotrim              | Luiz Strauss                 |
|          | Comissão de Frente           | Rafaela Riveiro Ribeiro   | Toni Rodrigues         | Zé Helou                 | Pedro Augusto de Souza Pires |
|          | Bateria                      | David Bispo               | Luís Carlos "Meu Bom"  | Fabiano Rocha            | Nelson Pestana               |

### Classificação
Unidos do Viradouro foi campeã com cinco décimos de diferença para a Estácio de Sá. Foi o segundo título da Viradouro na segunda divisão. Com a vitória, a escola garantiu seu retorno ao Grupo Especial, de onde estava afastada desde 2010. A Viradouro realizou um desfile sobre sua cidade natal, Niterói. A escola recebeu apenas três notas abaixo da máxima, sendo que duas foram descartadas.

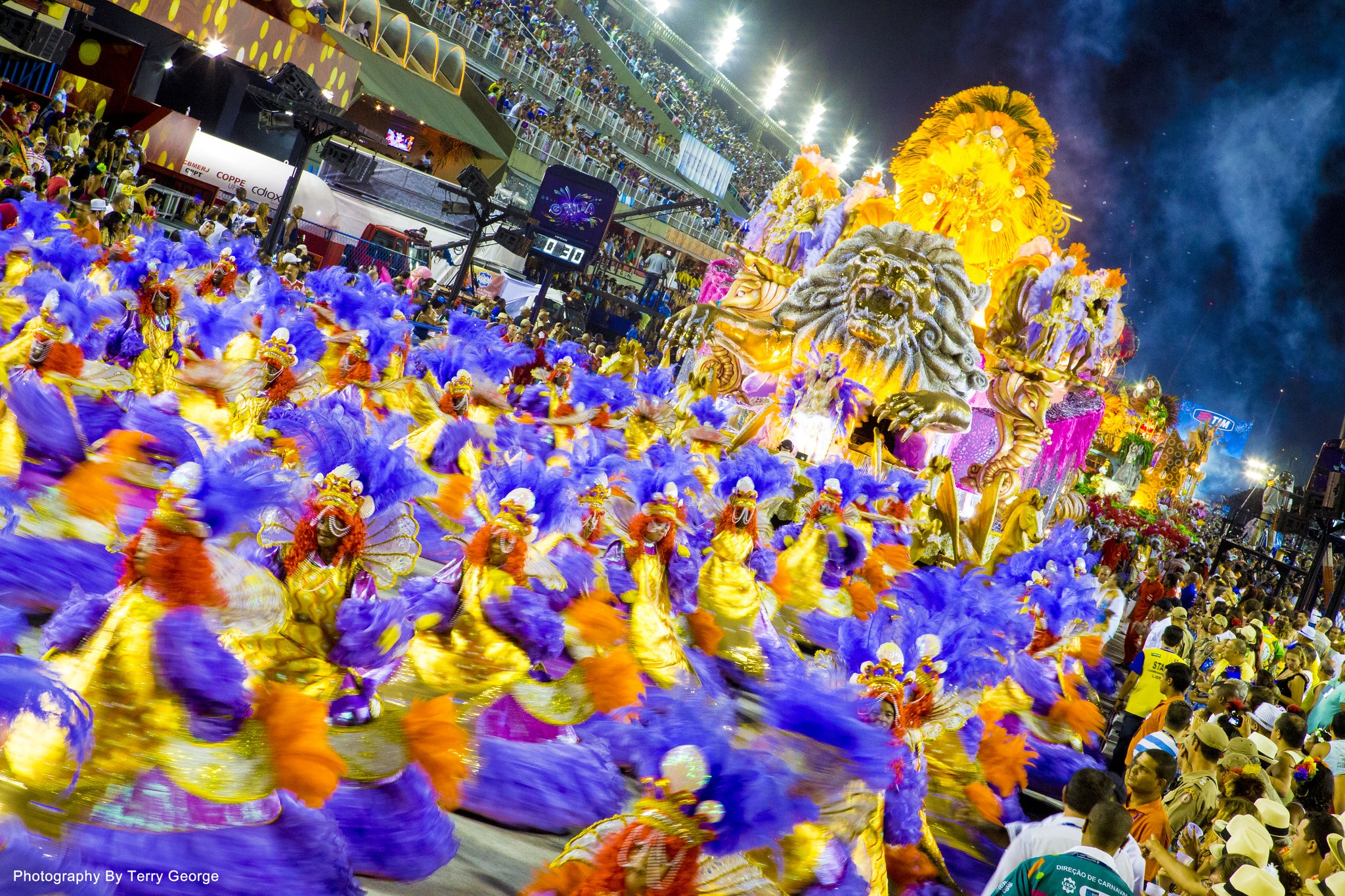
Desfile da Estácio de Sá em 2014. Escola foi a vice-campeã da Série A.

Vice-campeã, a Estácio realizou um desfile sobre a Zona Portuária do Rio de Janeiro. Unidos de Padre Miguel foi a terceira colocada com um desfile sobre enigmas e mistérios da Humanidade. Quarta colocada, a Unidos do Porto da Pedra realizou um desfile sobre os casais de mestre-sala e porta-bandeira. Com um desfile sobre a África, a Acadêmicos do Cubango obteve o quinto lugar. A escola cogitou reeditar Peguei um Ita no Norte, enredo com o qual o Salgueiro foi campeão do carnaval de 1993, mas acabou descartando a possibilidade e optando por um tema inédito. Império Serrano foi o sexto colocado com um desfile sobre o município de Angra dos Reis. Sétima colocada, a União do Parque Curicica realizou um desfile sobre a cachaça. Paraíso do Tuiuti foi a oitava colocada reeditando o clássico Kizomba, a Festa da Raça, enredo com o qual a Vila Isabel foi campeã do carnaval de 1988. Com um desfile sobre o bairro da Lapa, a Caprichosos de Pilares obteve o nono lugar. Décima colocada, a Inocentes de Belford Roxo prestou um tributo à cantora de ópera brasileira Joaquina Lapinha. Renascer de Jacarepaguá foi a décima primeira colocada com um desfile em homenagem ao cartunista Lan. Com um desfile sobre o município paulista de Jundiaí, a Acadêmicos de Santa Cruz se classificou em décimo segundo lugar. De volta à segunda divisão após quatorze anos, a Em Cima da Hora obteve o décimo terceiro lugar reeditando o clássico Os Sertões, com o qual a escola desfilou no carnaval de 1976. Alegria da Zona Sul foi a décima quarta colocada com um desfile sobre Copacabana, seu bairro de origem. Últimas colocadas, União de Jacarepaguá, Acadêmicos da Rocinha e Tradição foram rebaixadas para a terceira divisão. A União realizou um desfile sobre os iorubás. Penúltima colocada, a Rocinha homenageou o bairro da Barra da Tijuca. Tradição foi a última colocada reeditando o clássico Sonhar com o Rei Dá Leão, enredo com o qual a Beija-Flor foi campeã do carnaval de 1976.

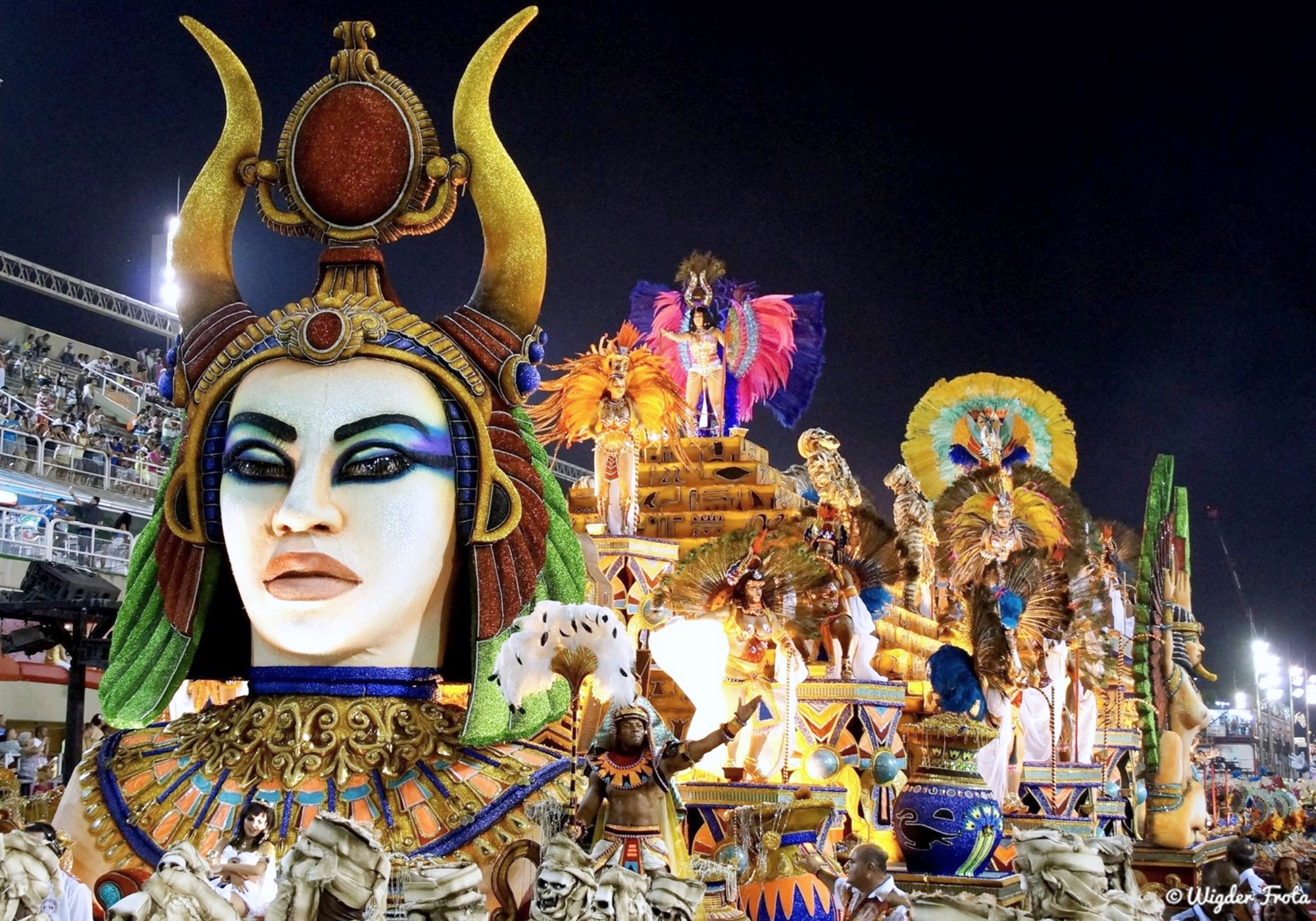
Desfile da Unidos de Padre Miguel. Conjunto alegórico da escola foi o mais premiado.

| Legenda: Promovida ao Grupo Especial Rebaixadas para o Grupo B |

| Col. | Escola                    | Enredo                                                                                             | Carnavalesco(a)                                   | Pontos |
| ---- | ------------------------- | -------------------------------------------------------------------------------------------------- | ------------------------------------------------- | ------ |
| 1    | Unidos do Viradouro       | Sou a Terra de Ismael, 'Guanabaran' Eu Vou Cruzar... Pra Você Tiro o Chapéu, Rio Eu Vim Te Abraçar | João Vitor Araújo                                 | 299,9  |
| 2    | Estácio de Sá             | Um Rio à Beira Mar: Ventos do Passado em Direção ao Futuro!                                        | Jack Vasconcelos                                  | 299,4  |
| 3    | Unidos de Padre Miguel    | Decifra-me ou Te Devoro: Enigmas - Chaves da Vida                                                  | Edson Pereira                                     | 298,8  |
| 4    | Unidos do Porto da Pedra  | Majestades do Samba, os Defensores do meu Pavilhão                                                 | Leandro Valente                                   | 298,7  |
| 5    | Acadêmicos do Cubango     | Continente Negro - Uma Epopeia Africana                                                            | Marcio Puluker                                    | 298,6  |
| 6    | Império Serrano           | Angra com os Reis                                                                                  | Eduardo Gonçalves                                 | 298,1  |
| 7    | União do Parque Curicica  | Na Garrafa, no Barril, Salve a Cachaça, Patrimônio Cultural do Brasil                              | Mauro Quintaes                                    | 297,8  |
| 8    | Paraíso do Tuiuti         | Kizomba, a Festa da Raça (Reedição do enredo de 1988 da Unidos de Vila Isabel)                     | Severo Luzardo                                    | 297,5  |
| 9    | Caprichosos de Pilares    | Dos Malandros e das Madames: Lapa, a Estrela da Noite Carioca                                      | Amauri Santos                                     | 296,5  |
| 10   | Inocentes de Belford Roxo | O Triunfo da América - O Canto Lírico de Joaquina Lapinha                                          | Wagner Gonçalves                                  | 296,2  |
| 11   | Renascer de Jacarepaguá   | Olhar Caricato - Simplesmente Lan                                                                  | Marcus Ferreira                                   | 295,5  |
| 12   | Acadêmicos de Santa Cruz  | Do Toque do Criador à Cidade Saudável do Brasil - Jundiaí, uma Referência Nacional                 | Daniel Ghanem e Munir Nicolau                     | 295,4  |
| 13   | Em Cima da Hora           | Os Sertões (Reedição do próprio enredo de 1976)                                                    | Marco Antônio Falleiros                           | 294    |
| 14   | Alegria da Zona Sul       | Sacopenapã                                                                                         | André Tabuquine, Eduardo Minucci e Leandro Mourão | 293,5  |
| 15   | União de Jacarepaguá      | Iorubás - A História do Povo Nagô                                                                  | Jorge Caribé                                      | 292,9  |
| 16   | Acadêmicos da Rocinha     | Do Paraíso Sonhado, um Sonho Realizado - Sorria, a Rocinha Chegou à Barra                          | Luiz Carlos Bruno                                 | 292,6  |
| 17   | Tradição                  | Sonhar com o Rei Dá Leão (Reedição do enredo de 1976 da Beija-Flor)                                | Orlando Júnior                                    | 291,9  |

### Premiações
- Campeã da Série A, a Viradouro também recebeu a maioria dos prêmios de melhor escola do grupo.
- O samba-enredo mais premiado foi do Cubango.
- A bateria da União do Parque Curicica, dirigida por Mestre Lolo, foi a mais premiada da Série A.
- A comissão de frente da Caprichosos de Pilares, coreografada pelo casal Beth e Hélio Bejani, recebeu quase todos os prêmios do ano.
- Zé Paulo Sierra, da Viradouro, foi o intérprete mais premiado.
- A ala de passistas mais premiada foi do Porto da Pedra.
- A Unidos de Padre Miguel recebeu todos os prêmios de melhor conjunto de alegorias e também a maioria dos prêmios de fantasias.

| Prêmios 2014        | Melhor Escola       | Samba-Enredo    | Melhor Enredo       | Melhor Bateria    | Mestre-Sala e Porta-Bandeira             | Comissão de Frente | Melhor Intérprete             | Melhor Ala de Baianas | Ala de Passistas | Melhor Carnavalesco    | Melhor Harmonia   | Melhores Alegorias     | Melhores Fantasias     |
| ------------------- | ------------------- | --------------- | ------------------- | ----------------- | ---------------------------------------- | ------------------ | ----------------------------- | --------------------- | ---------------- | ---------------------- | ----------------- | ---------------------- | ---------------------- |
| Estandarte de Ouro  | Viradouro           | Cubango         | -                   | -                 | -                                        | -                  | -                             | -                     | -                | -                      | -                 | -                      | -                      |
| Estrela do Carnaval | Viradouro           | Cubango         | -                   | Curicica          | Daniel e Alcione (Estácio)               | Caprichosos        | Zé Paulo (Viradouro)          | Unidos de P. Miguel   | -                | -                      | -                 | Unidos de Padre Miguel | Unidos de Padre Miguel |
| Gato de Prata       | Unidos de P. Miguel | Cubango         | -                   | Império Serrano   | -                                        | Caprichosos        | Zé Paulo (Viradouro)          | -                     | Porto da Pedra   | -                      | -                 | -                      | -                      |
| Prêmio SRzd         | Viradouro           | Renascer        | -                   | Curicica          | -                                        | Caprichosos        | Ciganerey (Inocentes)         | -                     | -                | -                      | -                 | -                      | -                      |
| S@mba-Net           | Viradouro           | Cubango         | Porto da Pedra      | Curicica          | Vinícius e Jéssica (UPM)                 | Caprichosos        | Zé Paulo (Viradouro)          | Viradouro             | Porto da Pedra   | -                      | -                 | Unidos de P. Miguel    | Estácio de Sá          |
| Tamborim de Ouro    | Curicica            | -               | -                   | -                 | -                                        | -                  | -                             | -                     | -                | -                      | -                 | -                      | -                      |
| Troféu Apoteose     | Viradouro           | Em Cima da Hora | -                   | Rocinha           | Alex (Imp. Serrano) e Amanda (Renascer)  | Caprichosos        | Anderson Paz (Porto da Pedra) | Unidos de P. Miguel   | Cubango          | -                      | Paraíso do Tuiuti | Unidos de Padre Miguel | Unidos de Padre Miguel |
| Troféu Tupi         | Viradouro           | -               | -                   | -                 | -                                        | -                  | -                             | -                     | -                | -                      | -                 | -                      | -                      |
| Troféu Jorge Lafond | Viradouro           | Renascer        | Unidos de P. Miguel | Paraíso do Tuiuti | José Roberto (Porto) e Amanda (Renascer) | Caprichosos        | Zé Paulo (Viradouro)          | Estácio de Sá         | Porto da Pedra   | Edson Pereira (UPM)    | Viradouro         | -                      | -                      |
| OSK do Samba        | Paraíso do Tuiuti   | Em Cima da Hora | Viradouro           | Paraíso do Tuiuti | Marlon e Alessandra (Viradouro)          | Viradouro          | Edmilton de Bem (Alegria)     | Estácio de Sá         | Estácio de Sá    | -                      | -                 | -                      | -                      |
| Ziriguidum          | Viradouro           | Cubango         | -                   | -                 | Robson e Ana Paula (Santa Cruz)          | -                  | Zé Paulo (Viradouro)          | -                     | -                | -                      | -                 | Unidos de P. Miguel    | Unidos de P. Miguel    |
| Plumas & Paetês     | -                   | Viradouro       | -                   | -                 | -                                        | Inocentes          | -                             | -                     | -                | João Vitor (Viradouro) | -                 | -                      | -                      |

## Grupo B
O desfile do Grupo B (terceira divisão) foi organizado pela Associação das Escolas de Samba da Cidade do Rio de Janeiro e realizado a partir da noite do domingo, dia 2 de março de 2014, na Estrada Intendente Magalhães.
| Ordem dos desfiles |
| 1. Unidos de Bangu 2. Unidos do Jacarezinho 3. Acadêmicos do Sossego 4. Acadêmicos do Engenho da Rainha 5. Arranco 6. Unidos da Vila Kennedy 7. Sereno de Campo Grande 8. Favo de Acari 9. Unidos do Cabuçu 10. Unidos da Ponte 11. Unidos de Lucas 12. Unidos da Vila Santa Tereza 13. Império Rubro-Negro |

### Classificação
Unidos de Bangu foi campeã com quatro décimos de diferença para a Unidos do Cabuçu. Com a vitória, Bangu foi promovida à segunda divisão, de onde estava afastada desde 1985. A escola realizou um desfile sobre o seu bairro de origem, Bangu.
| Legenda: Promovida à Série A Rebaixada para o Grupo C |

| Col. | Escola                          | Enredo                                                                        | Carnavalesco(a)                     | Pontos |
| ---- | ------------------------------- | ----------------------------------------------------------------------------- | ----------------------------------- | ------ |
| 1    | Unidos de Bangu                 | Eternamente Bangu                                                             | Ney Júnior                          | 299,6  |
| 2    | Unidos do Cabuçu                | Tire Sua Mordaça do Caminho... Que Eu Quero Gritar a Minha Cor...             | Clébson Prates e Laerte Gulini      | 299,2  |
| 3    | Favo de Acari                   | Amebras, 15 Anos Transformando Vidas Através da Qualificação no Carnaval      | Eduardo Júnior                      | 298,8  |
| 4    | Acadêmicos do Engenho da Rainha | Do Velho Brejo, a Cidade do Amor... Belford Roxo, Rumo a Um Futuro Promissor! | Diangelo Fernandes e Leandro Mourão | 298,7  |
| 5    | Acadêmicos do Sossego           | Pernambucando                                                                 | Guilherme Alexandre                 | 298,5  |
| 6    | Sereno de Campo Grande          | Bahia - Negra Alquimia do Brasil                                              | Wagner Araújo                       | 298,4  |
| 7    | Arranco                         | Aqua Vitae, Ignis Dei! Água da Vida, Fogo de Deus....São Lourenço Nosso Guia! | Alex de Oliveira                    | 298,2  |
| 8    | Unidos do Jacarezinho           | Africanidades                                                                 | Gebran Smera                        | 298,1  |
| 9    | Unidos da Vila Santa Tereza     | Ururaí                                                                        | Sandro Gomes                        | 297,8  |
| 10   | Unidos da Ponte                 | Minha História É Você, Nossa Paixão É Por Ti: São João de Meriti              | Petterson Alves e Ricardo Paulino   | 297,4  |
| 11   | Unidos de Lucas                 | Missicofe, Missicofe, Dari, Dari...                                           | Mauro Leite                         | 296,8  |
| 12   | Unidos da Vila Kennedy          | Sob a Luz de Tupã, o Raiar da Criação                                         | Luiz Antônio de Almeida             | 295,9  |
| 13   | Império Rubro-Negro             | As Vozes da Nação                                                             | Rodrigo Almeida                     | 240,9  |

### Premiações
| Prêmios 2014   | Melhor Escola | Samba-Enredo      | Melhor Enredo | Melhor Bateria    | Mestre-Sala e Porta-Bandeira        | Comissão de Frente | Melhor Intérprete                   | Melhor Ala de Baianas | Ala de Passistas  | Melhor Harmonia   | Melhores Alegorias | Melhores Fantasias |
| -------------- | ------------- | ----------------- | ------------- | ----------------- | ----------------------------------- | ------------------ | ----------------------------------- | --------------------- | ----------------- | ----------------- | ------------------ | ------------------ |
| Elite do Samba | Sossego       | Unidos de Lucas   | Cabuçu        | Favo de Acari     | Weslen e Manuella (Favo de Acari)   | Engenho da Rainha  | Sandro Mota (Cabuçu)                | Cabuçu                | Unidos da Ponte   | Vila Kennedy      | Vila Kennedy       | Bangu              |
| OSK do Samba   | Jacarezinho   | Vila Santa Tereza | Sossego       | Engenho da Rainha | Johny e Thainá (Ponte)              | Favo de Acari      | Anderson Bala (Império Rubro-Negro) | Bangu                 | Jacarezinho       | Bangu             | -                  | -                  |
| Samba na Veia  | Cabuçu        | Vila Santa Tereza | Cabuçu        | Cabuçu            | Yuri e Cassiane (Vila Santa Tereza) | Jacarezinho        | Niu Souza (Vila Santa Tereza)       | Bangu                 | Bangu             | Jacarezinho       | Sossego            | Cabuçu             |
| Ziriguidum     | Bangu         | Vila Santa Tereza | Sossego       | Vila Santa Tereza | Yuri e Mirian (Cabuçu)              | Vila Santa Tereza  | Anderson Bala (Império Rubro-Negro) | Bangu                 | Vila Santa Tereza | Vila Santa Tereza | Cabuçu             | Bangu              |
| S@mba-Net      | Sereno        | Unidos de Lucas   | -             | -                 | -                                   | -                  | -                                   | -                     | -                 | -                 | -                  | -                  |

## Grupo C
O desfile do Grupo C (quarta divisão) foi organizado pela AESCRJ e realizado a partir da noite da segunda-feira, dia 3 de março de 2014, na Estrada Intendente Magalhães.
| Ordem dos desfiles |
| 1. Arame de Ricardo 2. Acadêmicos do Dendê 3. Acadêmicos da Abolição 4. Boca de Siri 5. Mocidade de Vicente de Carvalho 6. Rosa de Ouro 7. Mocidade Unida da Cidade de Deus 8. Difícil É o Nome 9. Leão de Nova Iguaçu 10. Boi da Ilha do Governador 11. Unidos da Villa Rica 12. Mocidade Unida do Santa Marta |

### Classificação
Mocidade Unida do Santa Marta foi campeã com cinco décimos de diferença para o Arame de Ricardo. Com a vitória, a Mocidade foi promovida ao Grupo B, de onde estava afastada desde 1998. Arame, Rosa de Ouro e Acadêmicos da Abolição também foram promovidas ao Grupo B.
| Legenda: Promovidas ao Grupo B Rebaixada para o Grupo D |

| Col. | Escola                           | Enredo                                                                                      | Carnavalesco(a)                                                 | Pontos | Desempate        |
| ---- | -------------------------------- | ------------------------------------------------------------------------------------------- | --------------------------------------------------------------- | ------ | ---------------- |
| 1    | Mocidade Unida do Santa Marta    | Na Hora em que o Sol Se Esconde                                                             | Gabriel Haddad, Leonardo Bora, Rafael Gonçalves e Vítor Saraiva | 299,8  | -                |
| 2    | Arame de Ricardo                 | Let's Go Arame! Uma Viagem pelos Anos 80                                                    | Bruno Rocha, Joyce Santos, Michel Tito e Ney Junior             | 299,3  | -                |
| 3    | Rosa de Ouro                     | Gosto de Não Gostar: Conflitos em Confronto!                                                | Alexandre Costa, Lino Salles e Marcos do Val                    | 299,2  | -                |
| 4    | Acadêmicos da Abolição           | Brilhando com Toda Raça, Abolição aos Povos Abraça! A Origem das Raças - A Lenda Colombiana | Giovanni Targa e Marcio Puluker                                 | 298,9  | Samba (30 pts)   |
| 5    | Mocidade de Vicente de Carvalho  | O Orgulho Negro de Luiza Mahin e Seus Tambores de Crioula                                   | Cláudio Fontes                                                  | 298,9  | Samba (29,9 pts) |
| 6    | Unidos da Villa Rica             | Folia para Pular Brasileira                                                                 | Régis Kammura                                                   | 298,8  | -                |
| 7    | Difícil É o Nome                 | Raio de Luz: Para os Negros, os Tambores Africanos Clamam aos Orixás a Liberdade            | Luiz Cavalcanthé                                                | 298,6  | -                |
| 8    | Leão de Nova Iguaçu              | Quero Ver Quem não Vai se Embalar... Babi Cruz, a Verdadeira Majestade da Passarela!        | Robson Goulart                                                  | 298,4  |                  |
| 9    | Boca de Siri                     | Tem Futebol no País do Carnaval!                                                            | Valério Guidinelle e Renato Bandeira                            | 298,3  | -                |
| 10   | Mocidade Unida da Cidade de Deus | Façam Suas Apostas: Esse Jogo Vai Mudar Seu Destino!                                        | Maurício Machado e Eduardo Seffety                              | 297,8  | -                |
| 11   | Acadêmicos do Dendê              | Nosso Samba Tem História, Nossa Escola É de Samba!                                          | Inalda Pimentel e Marcel Albuquerque                            | 297,3  | -                |
| 12   | Boi da Ilha do Governador        | Um Pierrot Apaixonado, Deixa Essa Paixão Preencher Seu Coração                              | Manoel Junior                                                   | 295,5  | -                |

### Premiações
Campeã do Grupo C, Mocidade Unida do Santa Marta dividiu os prêmios de melhor escola com a nona colocada, Boca de Siri.
| Prêmios 2014   | Melhor Escola | Samba-Enredo | Melhor Enredo | Melhor Bateria | Mestre-Sala e Porta-Bandeira          | Comissão de Frente | Melhor Intérprete          | Melhor Ala de Baianas | Ala de Passistas | Melhor Harmonia     | Melhores Alegorias | Melhores Fantasias |
| -------------- | ------------- | ------------ | ------------- | -------------- | ------------------------------------- | ------------------ | -------------------------- | --------------------- | ---------------- | ------------------- | ------------------ | ------------------ |
| Elite do Samba | Santa Marta   | Dendê        | Arame         | Santa Marta    | Willian e Fernanda (Difícil É o Nome) | Abolição           | Jeferson (Boca de Siri)    | Vicente de Carvalho   | Santa Marta      | Boca de Siri        | Rosa de Ouro       | Santa Marta        |
| OSK do Samba   | Boca de Siri  | Arame        | Santa Marta   | Santa Marta    | Marco e Glaucia (Boca de Siri)        | Boi da Ilha        | Raphael (Difícil É o Nome) | Villa Rica            | Boca de Siri     | Abolição            | -                  | -                  |
| Samba na Veia  | Boca de Siri  | Arame        | Arame         | Santa Marta    | Kadu e Viviane (Villa Rica)           | Arame              | Nino Samba Show (Arame)    | Arame                 | Abolição         | Leão de Nova Iguaçu | Abolição           | Boca de Siri       |
| Ziriguidum     | Santa Marta   | Dendê        | Arame         | Dendê          | Dendê                                 | Abolição           | Edu Chagas (Santa Marta)   | Vicente de Carvalho   | Santa Marta      | Abolição            | Rosa de Ouro       | Santa Marta        |

## Grupo D
O desfile do Grupo D (quinta divisão) foi organizado pela AESCRJ e realizado a partir da noite da terça-feira, dia 4 de março de 2014, na Estrada Intendente Magalhães.
| Ordem dos desfiles |
| 1. Matriz de São João de Meriti 2. Unidos das Vargens 3. Gato de Bonsucesso 4. Unidos do Anil 5. Mocidade Independente de Inhaúma 6. Unidos de Cosmos 7. Lins Imperial 8. Arrastão de Cascadura 9. Chatuba de Mesquita 10. Acadêmicos de Vigário Geral 11. Corações Unidos do Amarelinho 12. Unidos de Manguinhos |

### Classificação
Unidos das Vargens foi campeã com dois décimos de diferença para a Lins Imperial. Este foi o primeiro carnaval da Unidos das Vargens como escola de samba. No ano anterior, desfilou como bloco, se sagrando campeão do Grupo 1. Lins Imperial, Unidos de Manguinhos, e Arrastão de Cascadura também foram promovidas ao Grupo C.
| Legenda: Promovidas ao Grupo C |

| Col.                                                                                         | Escola                           | Enredo                                                                                   | Carnavalesco(a)                                                              | Pontos |
| -------------------------------------------------------------------------------------------- | -------------------------------- | ---------------------------------------------------------------------------------------- | ---------------------------------------------------------------------------- | ------ |
| 1                                                                                            | Unidos das Vargens               | Mar: Horizonte de Todos, Poema da Vida                                                   | Thiago Ahvis                                                                 | 299,7  |
| 2                                                                                            | Lins Imperial                    | Tenha Fé!                                                                                | Luis Di Paulanis                                                             | 299,5  |
| 3                                                                                            | Unidos de Manguinhos             | Unidos da Tijuca... Não é Segredo Eu Amar Você!                                          | Leonardo Soares                                                              | 299,4  |
| 4                                                                                            | Arrastão de Cascadura            | As Rainhas do Rádio Dão a Voz na Intendente                                              | Felipe Rocha                                                                 | 299    |
| 5                                                                                            | Unidos de Cosmos                 | Em Mangaratiba Tem Madeira de Lei, Um Compromisso com Todos                              | Hermes Cavalcante, José Geraldo dos Santos, Ney Lanzellotti e Rafael Abrahão | 298,9  |
| 6                                                                                            | Unidos do Anil                   | Índios, Brancos e Negros - Miscigenação Raça Brasil!                                     | Marcelo Novella                                                              | 298,9  |
| 7                                                                                            | Corações Unidos do Amarelinho    | Irajá de Cabo a Rabo                                                                     | André Tabuquini                                                              | 298,8  |
| 8                                                                                            | Acadêmicos de Vigário Geral      | A Mais Doce Maravilha do Rio: Pão de Açúcar                                              | Afonso Delano                                                                | 298,3  |
| 9                                                                                            | Matriz de São João de Meriti     | Sou o Carnaval de Outrora! Sou Folião! Sou Confete e Serpentina! Sou Matriz de São João! | Hilton Rodrigues e Luiz Fernando Reis                                        | 297,5  |
| 10                                                                                           | Chatuba de Mesquita              | Chatuba Apresenta: As Marchinhas que Encantaram a Guanabara                              | Walter Guilherme                                                             | 297,4  |
| 11                                                                                           | Gato de Bonsucesso               | O Gato de Bonsucesso Pinta na Intendente com as Cores de Caribé!                         | Morgana Bastos                                                               | 294,3  |
| 12                                                                                           | Mocidade Independente de Inhaúma | De Mucama à Sinhá. Taí Essa Nega Fulô                                                    | Edson Siqueira                                                               | 286    |
| Flor da Mina do Andaraí, Tradição Barreirense de Mesquita e Vizinha Faladeira não desfilaram |                                  |                                                                                          |                                                                              |        |

### Premiações
Campeã do Grupo D, a Unidos das Vargens também recebeu a maioria dos prêmios de melhor escola.
| Prêmios 2014   | Melhor Escola | Samba-Enredo       | Melhor Enredo   | Melhor Bateria | Mestre-Sala e Porta-Bandeira     | Comissão de Frente | Melhor Intérprete            | Melhor Ala de Baianas | Ala de Passistas | Melhor Harmonia | Melhores Alegorias | Melhores Fantasias |
| -------------- | ------------- | ------------------ | --------------- | -------------- | -------------------------------- | ------------------ | ---------------------------- | --------------------- | ---------------- | --------------- | ------------------ | ------------------ |
| Elite do Samba | Vargens       | Manguinhos         | Corações Unidos | Arrastão       | Samuel e Suelen (Cosmos)         | Vargens            | Barata (Manguinhos)          | Unidos do Anil        | Vigário Geral    | Lins Imperial   | Vargens            | Vargens            |
| OSK do Samba   | Vargens       | Arrastão           | Vargens         | Lins Imperial  | Léo e Raquel (Vargens)           | Matriz de São João | Digu's Silva (Vigário Geral) | Chatuba               | Vargens          | Lins Imperial   | -                  | -                  |
| Samba na Veia  | Lins Imperial | Matriz de São João | Corações Unidos | Vigário Geral  | Leonardo e Ediléia (Matriz)      | Matriz de São João | Joãozinho (Matriz)           | Corações Unidos       | Vargens          | Arrastão        | Corações Unidos    | Lins Imperial      |
| Ziriguidum     | Vargens       | Arrastão           | Vigário Geral   | Arrastão       | Rafael e Marcela (Lins Imperial) | Vargens            | Digu's Silva (Vigário Geral) | Corações Unidos       | Vargens          | Arrastão        | Vargens            | Corações Unidos    |

## Escolas mirins
O desfile das escolas mirins foi organizado pela Associação das Escolas de Samba Mirins do Rio de Janeiro (AESM-Rio) e realizado no Sambódromo da Marquês de Sapucaí, a partir das 17 horas da terça-feira, dia 4 de março de 2014. As escolas mirins não são julgadas.
| Ordem dos desfiles | Escola                                 | Enredo                                                                                       |
| ------------------ | -------------------------------------- | -------------------------------------------------------------------------------------------- |
| 1                  | Filhos da Águia                        | Copa de 1970                                                                                 |
| 2                  | Infantes do Lins                       | Iakupá! A Saga da Imperatriz ao Centrão do Brasil                                            |
| 3                  | Mangueira do Amanhã                    | Um Conto Potinguar: Natal na Copa do Mundo                                                   |
| 4                  | Pimpolhos da Grande Rio                | O Povo, a Bola e a Terra - de Recife a Caxias                                                |
| 5                  | Miúda da Cabuçu                        | Na Copa Sou Gaúcho Forte, Monto a Cavalo. Facão na Cinta, Sigo Rumo a Vitória                |
| 6                  | Corações Unidos do Ciep                | Com Espírito Bandeirante, o Samba Resplandece na Terra da Garoa                              |
| 7                  | Petizes da Penha                       | Coré-Etuba Taki Kéva                                                                         |
| 8                  | Ainda Existem Crianças na Vila Kennedy | Brasília Destino dos Corações Brasileiros na Copa do Mundo de 2014                           |
| 9                  | Aprendizes do Salgueiro                | Alô, Alô Salvador! Aquele Abraço!                                                            |
| 10                 | Império do Futuro                      | Todos Juntos Somos Fortaleza, Brasil                                                         |
| 11                 | Inocentes da Caprichosos               | Gambarê Inocentes, Arigatô Japão. O Brasil na Terra do Sol Nascente É Pentacampeão           |
| 12                 | Nova Geração do Estácio de Sá          | Nos Manáos a Força, Manaus Capital Explosão Cultural, Arena Amazonas Vivaldo no Meu Carnaval |
| 13                 | Herdeiros da Vila                      | A Copa do Mundo É Nossa, com a Herdeiros não Há Quem Possa!                                  |
| 14                 | Golfinhos da Guanabara                 | Por Caminhos Dourados Um Belo Horizonte Encontrei                                            |
| 15                 | Tijuquinha do Borel                    | Tixiquinha no Mundo Encantado da Rainha dos Baixinhos                                        |
| 16                 | Estrelinha da Mocidade                 | Chegou a Hora Dessa Nossa Molecada Mostrar Seu Valor                                         |

## Blocos de enredo
Os desfiles foram organizados pela Federação dos Blocos Carnavalescos do Estado do Rio de Janeiro (FBCERJ).

### Grupo 1
O desfile do Grupo 1 foi realizado a partir das 20 horas do sábado, dia 1 de março de 2014, na Avenida Rio Branco.
| Ordem dos desfiles |
| 1. Colibri de Mesquita 2. Império do Gramacho 3. Flor da Primavera 4. União da Ponte 5. Coroado de Jacarepaguá 6. Tradição Barreirense de Mesquita |

#### Classificação
Coroado de Jacarepaguá foi o campeão, sendo promovido à Série D das escolas de samba.
| Legenda: Promovido à Série D |

| Col. | Bloco                            | Enredo                                                                     | Carnavalesco(a)             | Pontos |
| ---- | -------------------------------- | -------------------------------------------------------------------------- | --------------------------- | ------ |
| 1    | Coroado de Jacarepaguá           | Aluízio Machado, Um Sambista de Fato                                       | Comissão de Carnaval        | 203    |
| 2    | Flor da Primavera                | Do Azul da nossa Bandeira, ao Azul do Rio Nilo, Uma Viagem ao Egito Antigo | Fabiano Ferrado             | 202    |
| 3    | União da Ponte                   | Clube do Terror, a História dos Sustos na Sétima Arte                      | Isidro Cassilhas            | 199    |
| 4    | Império do Gramacho              | Na Festa do Parque, Fantasias e Carnaval                                   | Roberto Barreto de Oliveira | 192    |
| 5    | Tradição Barreirense de Mesquita | Já Era                                                                     | Osmar Costa                 | 190    |
| 6    | Colibri de Mesquita              | Agita a Galeria e Põe o Samba na Passarela                                 | Comissão de Carnaval        | 190    |

### Grupo 2
O desfile do Grupo 2 foi realizado a partir das 20 horas do sábado, dia 1 de março de 2014, na Estrada Intendente Magalhães.
| Ordem dos desfiles |
| 1. Bloco do Barriga 2. Unidos do Cabral 3. Magnatas de Engenheiro Pedreira 4. Canários das Laranjeiras 5. Unidos da Laureano 6. União de Vaz Lobo 7. Novo Horizonte 8. Raízes da Tijuca 9. Mocidade Unida de Manguariba |

#### Classificação
Novo Horizonte foi o campeão, sendo promovido ao Grupo 1. Magnatas de Engenheiro Pedreira foi desclassificado por desfilar fora da ordem definida.
| Legenda: Promovido ao Grupo 1 Rebaixado ao Grupo 3 |

| Col. | Bloco                           | Enredo                                                               | Carnavalesco(a)      | Pontos                      |
| ---- | ------------------------------- | -------------------------------------------------------------------- | -------------------- | --------------------------- |
| 1    | Novo Horizonte                  | África, Gritos de Liberdade de Uma Raça!                             | Alexandre Machado    | 202                         |
| 2    | Raízes da Tijuca                | Hoje, a Estrela da Noite É Você!                                     | Marcelo de Paula     | 201                         |
| 3    | Mocidade Unida de Manguariba    | Senhoras e Senhores, Aplausos... O Circo Manguariba Chegou!!!        | Waldir Tavares       | 200                         |
| 4    | Unidos da Laureano              | Da Estação ao Piscinão, Ramos Tem Tradição                           | Anderson Maciel      | 195                         |
| 5    | Bloco do Barriga                | O Mundo em Papel                                                     | Rafael Ladeira       | 186                         |
| 6    | União de Vaz Lobo               | Brasil... Festa, Esperança e Fé!                                     | Nini de Sá           | 182                         |
| 7    | Unidos do Cabral                | Em Terra de Cabral, o que Vale É o Real                              | Comissão de Carnaval | 166                         |
| 8    | Canários das Laranjeiras        | Nossa Terra, Nossa Gente                                             | Renato Cabral        | 163                         |
| 9    | Magnatas de Engenheiro Pedreira | O Surgimentos das Cores, na Visão dos Nossos Nativos e Sua Evolução! | Comissão de Carnaval | Desclassificado (Artigo 14) |

### Grupo 3
O desfile do Grupo 3 foi realizado a partir das 22 horas do sábado, dia 1 de março de 2014, na Rua Cardoso de Morais.
| Ordem dos desfiles |
| 1. Acadêmicos de Madureira 2. Unidos do Alto da Boa Vista 3. Oba-Oba do Recreio 4. Grilo de Bangu 5. Esperança de Nova Campina 6. Bloco do China |

#### Classificação
Bloco do China foi o campeão, sendo promovido ao Grupo 2. Acadêmicos de Madureira foi desclassificado por desfilar fora da ordem definida.
| Legenda: Promovido ao Grupo 2 |

| Col. | Bloco                       | Enredo                                                                 | Carnavalesco(a)                | Pontos                      |
| ---- | --------------------------- | ---------------------------------------------------------------------- | ------------------------------ | --------------------------- |
| 1    | Bloco do China              | E o Samba Sonhou Samba, Fé e Alegria                                   | Wilson Pralon                  | 102                         |
| 2    | Oba-Oba do Recreio          | Êta Cafezinho Bom                                                      | Luiz Macedo                    | 101,5                       |
| 3    | Unidos do Alto da Boa Vista | Colorido da Saudade!                                                   | Comissão de Carnaval           | 100,5                       |
| 4    | Esperança de Nova Campina   | Serginho do Porto, do Rio a São Paulo, a Voz que Encanta o Carnaval!!! | Comissão de Carnaval           | 100,5                       |
| 5    | Grilo de Bangu              | Carnaval, Folia e Alegria!!!                                           | Osmar Costa                    | 95,5                        |
| 6    | Acadêmicos de Madureira     | Africanas Raízes - As Lendas dos Orixás                                | Noan Hilton e Vinicius Padilha | Desclassificado (Artigo 14) |

### Grupo 4
O desfile do Grupo 4 foi realizado a partir das 20 horas do sábado, dia 1 de março de 2014, na Rua Cardoso de Morais.
| Ordem dos desfiles |
| 1. Cometas do Bispo 2. Amizade da Água Branca 3. Unidos de Tubiacanga 4. Unidos de Parada Angélica 5. Chora na Rampa 6. Mocidade Unida da Mineira |

#### Classificação
Mocidade Unida da Mineira foi o campeão, sendo promovido ao Grupo 3. Unidos de Parada Angélica e Chora na Rampa foram desclassificados por desfilarem fora da ordem definida.
| Legenda: Promovido ao Grupo 3 |

| Col. | Bloco                     | Enredo                                       | Carnavalesco(a)                | Pontos                       |
| ---- | ------------------------- | -------------------------------------------- | ------------------------------ | ---------------------------- |
| 1    | Mocidade Unida da Mineira | Estórias de Um Carnaval que Era do Povo      | Oziene Furtado                 | 100,5                        |
| 2    | Cometas do Bispo          | Castro Alves, o Alvorecer da Liberdade!      | Gilberto Félix da Silva        | 99                           |
| 3    | Unidos de Tubiacanga      | A Sorte Está Lançada, Façam as suas Apostas! | Comissão de Carnaval           | 91,5                         |
| 4    | Amizade da Água Branca    | Eu Quero É Botar o Meu Bloco na Rua          | Comissão de Carnaval           | 90                           |
| 5    | Unidos de Parada Angélica | Duque de Caxias, Eu Sou!                     | Comissão de Carnaval           | Desclassificados (Artigo 14) |
| 6    | Chora na Rampa            | Zeca do Trombone - O Sopro da Alegria        | Cláudia Ravizzini e Pai Belego | Desclassificados (Artigo 14) |